# Космович, Дмитрий Денисович
.Дми́трий Дени́сович Космо́вич (бел. Дзмітрый Дзянісовіч Касмовіч, позывной — Коршун) (21 сентября 1909, г. Несвиж — 23 апреля 1991, г. Штутгарт) — белорусский коллаборационист и политический деятель, начальник полиции в Смоленске в годы Второй мировой войны, руководитель антисоветской организации «Белорусский Освободительный Фронт» («Беларускі Вызвольны Фронт», БВФ). Наиболее известен за уничтожение мирных жителей на Кукиной горе.

## Биография
В 1927 году окончил белорусскую гимназию в Радошковичах (ныне Молодечненский район, Минская область, Белоруссия).
В 1929—1931 учился в политехническом институте в Бельгии, член Объединения белорусских студентов в Европе.
В 1931—1934 на военной службе в Польше.
В 1934—1939 продолжал обучение в Бельгии, где одновременно работал на угольных шахтах для получения денег на обучение, которое заканчивал в Югославии. Был председателем белорусского студенческого кружка в Белграде.
В сентябре 1939 вернулся в Несвиж, где был на административной работе. По предложению местных жителей был утверждён бургомистром Несвижа, работал начальником социального обеспечения Несвижского района, потом хозяйственным инспектором в Несвиже.
Был избран делегатом на 5-ю внеочередную сессию Верховного Совета СССР в Москве и 3-ю внеочередную сессию Верховного Совета БССР, на которых были приняты Законы о присоединении Западной Белоруссии к БССР.
В 1940—1941 учился в Минском политехническом институте.

### Сотрудничество с немцами
Во время немецкой оккупации Минска был руководителем и организатором транспортного, пищевого, промышленного, торгового отделов Минской городской управы. Летом 1941 организовал белорусскую полицию в Минске. Он был членом Центрального Комитета Белорусской Незалежницкой Партии (БНП).  Был делегатом и участником Автокефального Собора Белорусской православной церкви (БПЦ).
Космович вместе с Михаилом Витушко и Радославом Островским вёл дискуссии в Смоленске с генералом Власовым на предмет того, кому должны принадлежать территории вокруг Смоленска и Брянска — Белоруссии или России.
В 1943—1944 после окончания повторных офицерских курсов Космович был инспектором Белорусской краевой обороны; майор БКА.
27.06.1944 г. — участник Второго Всебелорусского конгресса (Минск). Член БЦР, руководитель заграничного сектора БНП. Направлен руководством партии на Запад для установления контактов с представителями западных держав.

#### Расстрелы в Каспле
Летом 1942 года на дороге Каспля — Смоленск была подорвана машина немецкого военного коменданта. Космович в это время был начальником полиции в Смоленске и бросился к месту взрыва. Начальник касплянской полиции Сергей Сетькин показал во время судебного процесса в 1975 году:
В село Каспля на легковой машине приехал начальник окружной полиции Космович и предложил мне собрать всех коммунистов и евреев. Арестованных мы привели в дома бывшей больницы, где сначала зарегистрировали, а затем взяли под охрану. Всего я сам и мои подчинённые арестовали по заранее подготовленному списку более 150 человек
Свидетельствуют, что во время уничтожения мирных жителей на Кукиной горе, которое состоялось 1 июля 1942 года, Космович не только наблюдал за ходом экзекуции, но и руководил ею и «при расстреле нескольких групп применил оружие лично». Стариков и детей бросали в яму живьём и закапывали. Когда яма сравнялась, Космович утрамбовал могилу сапогами. После расстрела Космовичу доложили, что одна из обречённых матерей перед арестом спрятала в охапке соломы грудного ребёнка. Космович вошёл в помещение, где находился малыш, взял его за ножку и выстрелил в голову, а тело брезгливо отбросил в сторону. В целом, 158 человек были убиты.
Космович позже написал президенту БЦР Островскому о том времени: «Это так давно было, что многое забыл».

### В эмиграции
После войны жил в Германии.
В 1945—1952 гг. — сотрудник Администрации помощи и восстановления Объединённых Наций (англ. United Nations Relief and Rehabilitation Administration UNRRA, ЮНРРА).
В октябре 1954 года приступил к организации «Белорусского Освободительного Фронта», издавал журнал «Борьба». Исполнительный орган Белорусской центральной рады (БЦР) назначил Космовича председателем представительства БЦР в Германии. Позднее был назначен председателем европейского представительства БЦР и представителем БЦР в Центральном Комитете Антибольшевистского блока народов. С 1954 года активно участвовал в организации Всемирной Антикоммунистической Лиги, президент белорусского сектора.
Похоронен на главном кладбище в Штутгарте.